# Zip e Zap - L'isola del capitano
Zip e Zap - L'isola del capitano è un film d'avventura spagnolo del 2016 diretto da Oskar Santos ed interpretato da Teo Planell, Toni Gómez ed Elena Anaya.
È il sequel di Zip & Zap e il club delle biglie.